# Spelobia talparum
Spelobia talparum är en tvåvingeart som först beskrevs av Richards 1927.  Spelobia talparum ingår i släktet Spelobia, och familjen hoppflugor. Arten är reproducerande i Sverige.